# Pseudabutilon cowanii
Pseudabutilon cowanii är en malvaväxtart som beskrevs av P.A. Fryxell. Pseudabutilon cowanii ingår i släktet Pseudabutilon och familjen malvaväxter. Inga underarter finns listade i Catalogue of Life.